# Selección masculina de hockey sobre hierba de Escocia
La selección de hockey sobre hierba de Escocia representa a Escocia en las competiciones internacionales masculinas de hockey sobre césped, con la excepción de los Juegos Olímpicos, cuando los jugadores escoceses son elegibles para jugar en el Selección masculina de hockey sobre hierba de Gran Bretaña. Antes de la formación del equipo de Gran Bretaña en 1920, Escocia compitió en los Juegos Olímpicos de Verano de 1908 en Londres, compartiendo la medalla de bronce con Gales.

## Participaciones

### Juegos Olímpicos
- 1908 -

### Campeonato Europeo de Hockey sobre Hierba
- 1970 - 15°
- 1974 - 7°
- 1978 - 11°
- 1983 - 7°
- 1987 - 8°
- 1995 - 10°
- 2003 - 8°
- 2005 - 8°
- 2019 - 7°

### Campeonato Europeo de Hockey sobre Hierba II
- 2007 -
- 2009 - 5°
- 2011 -
- 2013 - 6°
- 2015 -
- 2017 -
- 2021 - Calificado

### Juegos de la Mancomunidad
- 2006 - 7°
- 2010 - 9°
- 2014 - 8°
- 2018 - 6°

### Liga Mundial de Hockey
- 2012-13: 24º
- 2016-17: 19°

### Hockey Series
- 2018-19 - Segunda ronda

### Champions Challenge II
- 2011 - 4°